# Dabuya
Dabuya (o Dabuyih in persiano دابویه; VII secolo – 712) è stato un sovrano della dinastia dei Dabuyidi in Persia.

## Biografia
Regnante della dinastia dei Dabuyidi (ispahbadh) sul Tabaristan, succedette sul trono a suo padre, Gil Gavbara, nel 660 e regnò fino alla sua morte avvenuta nel 712. Suo figlio, Farrukhan il Grande, gli succedette sul trono.